# Pardonnez nos offenses (film)
Pour les articles homonymes, voir Pardonnez nos offenses.
Pour plus de détails, voir Fiche technique et Distribution.
Pardonnez nos offenses est un film français réalisé par Robert Hossein et sorti en 1956.

## Synopsis
Dans une zone portuaire de France, les affrontements entre une bande de jeunes délinquants et une tribu de gitans. De la peccadille initiale au drame final, chaque action entraîne une réaction de vengeance plus violente, chacun étant traité avec l'outrance et la cruauté dont il a lui-même fait preuve.

## Fiche technique
- Titre original : Pardonnez nos offenses
- Réalisation : Robert Hossein
- Scénario : Robert Hossein et René Wheeler
- Assistants à la réalisation : Tony Aboyantz et Olga Varen
- Décors : Jean Mandaroux
- Photographie : Robert Juillard
- Son : Antoine Archimbaud
- Montage : Charles Bretoneiche
- Musique : André Hossein
- Pays de production :  France
- Langue originale : français
- Production : Ray Ventura
- Directeur de production : Léon Carré
- Sociétés de production[1] : Hoche Productions (France), Iéna Productions (France), Eden Productions (France)
- Sociétés de distribution : Les Films Corona (distributeur d'origine France)[2], Les Acacias (France), Tamasa Distribution (France)
- Format : noir et blanc — 35 mm — 1.37:1 — son monophonique
- Genre : drame
- Durée : 87 min
- Date de sortie : France - 25 juillet 1956
- (fr) Classification et visa CNC : mention « tous publics », visa d'exploitation no 17836 délivré le 1er août 1956

## Distribution
- Marina Vlady : Dédée
- Pierre Vaneck : René
- Giani Esposito : Vani[3]
- Jacqueline Morane : la Mamma
- Béatrice Altariba : Sassia
- Mireille Granelli
- Hélène Vallier
- Sophie Laurence
- Rosy Varte
- Roger Dumas[4]
- Sabine André
- Dany Cintra
- Renée Gardès
- Julien Carette : le père Rapine
- Roger Coggio
- Dario Moreno
- Mario David
- Max Elloy
- André Toscano
- Gabriel Gobin
- André Rouyer
- Jacques Bézard
- Lucien Frégis
- Michel Morano
- Sami Frey
- Jo Barbouth
- Francis Nani
- Robert Hossein (non crédité) : un jeune[Note 1]
- André Berger en
- Charles Bouillaud
- Jacques Dhery
- Jean-François Poron
- Guy Delorme

## Production
- Le titre du film est une citation ironique déformée extraite de la prière chrétienne la plus connue, elle-même extraite du Nouveau Testament.

### Tournage
- Période de prises de vue : hiver 1955-1956.
- Extérieurs : Rouen.
- Marina Vlady[5] : « Pour Pardonnez nos offenses, me voici transformée en loubarde avec casquette, jean et blouson élimé. […] J'en rajoute dans le ton, je connais bien ces personnages de banlieue. Sur les « fortifs », à Clichy, on jouait ensemble. C'est dans les seules scènes de la fin que j'apparais en « fille ». Giani Esposito, acteur-poète passionné et délicat, me donne la réplique ; il m'enchante par ses mélodies susurrées d'une petite voix bouleversante. Nous sommes en extérieurs dans le port de Rouen. Jamais je n'ai eu aussi froid. Nous devons balayer la neige entre les plans. On nous gave de soupe chaude, puis, juste avant les prises, on nous force à sucer des glaçons pour éviter que la buée sorte de notre bouche ! L'atmosphère est égayée par Dario Moreno qui n'arrête pas de chanter et de danser. »